# Berufskolleg Deutzer Freiheit
Das Berufskolleg Deutzer Freiheit ist ein kaufmännisch ausgerichtetes Berufskolleg in Köln-Deutz.

## Geschichte
Das Berufskolleg Deutzer Freiheit wurde Ende der 1950er Jahre als Berufsbildende Schule (BBS 6) gegründet. Hier unterrichten zurzeit etwa 90 Lehrer 1.900 Schüler in den Bildungsgängen Handelsschule (HaS), Höhere Handelsschule (HöHa), Staatlich geprüfte Kaufmännische Assistenten (KA), Industriekaufleute, Kaufleute für Bürokommunikation (KfB) (früher Bürogehilfinnen) und Eisenbahner im Betriebsdienst. Als zusätzliches Bildungsangebot wurde die Fachschule für Wirtschaft 1991 in das Berufskolleg aufgenommen. Dort werden etwa 90 Studierende je Lehrgang in drei Klassen von etwa 20 Lehrern unterrichtet.
2007 hat das Berufskolleg Deutzer Freiheit den zweiten Platz beim Berufsschulpreis 2007 des Bundesverbandes der Lehrerinnen und Lehrer an Wirtschaftsschulen erreicht. Dieser stand unter der Kategorie „Förderung von interkulturellen Kompetenzen durch Kaufmännische Schulen“.

## Gebäude
Das Berufskolleg Deutzer Freiheit wurde 1951–1959 zentral und verkehrsgünstig in dem von Gotenring, Deutz-Kalker-Straße und östlichem Zubringer begrenzten Bereich als Teil eines geschlossenen Schulkomplexes errichtet. Die aus städtebaulichen Gründen wünschenswerte Nord-Süd-Richtung des Hauptbaukörpers ergab eine zweibündige Anordnung von nach Osten und Westen orientierten Unterrichtsräumen. Die auf etwa t-förmigem Grundriss errichtete Anlage ist gegliedert in einen eingeschossigen Trakt und einen viergeschossigen Querbau. Die Gebäude bestehen aus einem Stahlbetonskelett mit Mauerwerksausfachung. Mit der licht- und luftdurchfluteten Fassade, die durch das verglaste Treppenhaus im Hauptgebäude einen zusätzlichen Akzent erhält, sowie der Einbindung in den städtebaulichen Kontext stellt die Schule ein typisches Beispiel für die Schularchitektur der 50er Jahre dar, die nach städtebaulich, architektonisch und pädagogisch optimalen Lösungen suchte. Das Schulgebäude wurde deshalb 1989 unter der laufenden Nummer 4977 in die Denkmalliste der Stadt Köln eingetragen.
Der Schulkomplex wurde 2004 durch einen Neubau erweitert, der sich an der Fassade des Altbaus orientiert.

## Handelsschule (Zweijährige Berufsfachschule für Wirtschaft und Verwaltung)
Für Hauptschüler ist die Handelsschule (HaS) der traditionelle Weg, um einerseits nachträglich den mittleren Bildungsabschluss (Fachoberschulreife), evtl. sogar mit dem Q-Vermerk (Berechtigung zum Besuch der gymnasialen Oberstufe) zu erreichen, andererseits auch leichter eine kaufmännische Berufsausbildung einzugehen.
Die HaS am BK Deutzer Freiheit weist dabei als Besonderheit ein auf die Schülerschaft zugeschnittenes Förderprogramm auf, um den Übergang in die Gesellschaft und Arbeitswelt zu erleichtern:
- eine einwöchige erlebnispädagogische Auftaktfahrt für alle neuen Klassen
- ein spezieller Nachmittagskurs „SBK“ (Förderung der sozialen und beruflichen Kompetenzen) mit vertiefter Berufsorientierung einschließlich Betriebspraktika, intensives Bewerbungstraining, theaterpädagogische Seminare …
- ein verstärkter Deutschunterricht in verkleinerten Lerngruppen
- ein umfassendes Beratungskonzept durch Klassen-, Beratungslehrer und Sozialpädagogen

## Höhere Handelsschule
Die Klasseneinteilung erfolgt nach Schwerpunkten. Am BK Deutzer Freiheit wird neben Englisch als zusätzliche Fremdsprache Spanisch oder Französisch angeboten. Da eine zweite Fremdsprache für die Fachhochschulreife nicht zwingend notwendig ist, gibt es auch die Möglichkeit, stattdessen mehr Englischunterricht oder angewandte Informatik zu wählen.
Ein zweiwöchiges Schulpraktikum wird zu Beginn der Jahrgangsstufe 12 durchgeführt. Das Praktikum kann auch im europäischen Ausland absolviert werden, wird möglicherweise mit EU-Mitteln bezuschusst und dauert dann vier Wochen.
- Die „Ausbildungsbörse“ im Frühjahr, die über 30 Unternehmen und Institutionen Gelegenheit gibt, sich mit Messeständen, Informationsmaterial und Workshops den Schüler(inne)n zu präsentieren.
- Das jährliche Bewerbungsprojekt, in dem die Fachschüler für Wirtschaft Ausbildungsplätze für Modellunternehmen ausschreiben und sich und den Höheren Handelsschülern die Möglichkeit bieten, den gesamten Personalauswahlprozess von der Anzeige über die Bewerbung, die Einstellungstests, das Assessmentcenter bis zu den Vorstellungsgesprächen durchzuspielen.[4]

## Staatlich geprüfte Kaufmännische Assistenten
Die Ausbildung Staatlich geprüfter Kaufmännischer Assistenten (kurz: KA) am Berufskolleg Deutzer Freiheit begann 2007. Innerhalb von drei Jahren erwerben Realschulabsolventen eine Doppelqualifikation, sie erwerben die volle Fachhochschulreife (auch Fachabitur genannt) und gleichzeitig einen hochwertigen Berufsabschluss nach Landesrecht.
Am Berufskolleg Deutzer Freiheit werden zwei Fachrichtungen angeboten: Informationsverarbeitung (mit einem größeren Informatikanteil) und Betriebswirtschaftslehre (mit dem Schwerpunkt Industrie). Die Wahl der Spezialisierung erfolgt am Ende des ersten Ausbildungsjahres.
Im Rahmen der Vollzeit-Ausbildung sind 16 Wochen Betriebspraktika zu absolvieren, auf Wunsch auch im Ausland. EU-Auslandspraktika werden von der Schule organisiert und finanziert. Betriebspraktika, Betriebsbesichtigungen sowie berufsbezogener und projektorientierter Unterricht sorgen für eine praxisorientierte Ausbildung.
Wichtige Fächer sind Betriebswirtschaftslehre mit Rechnungswesen, Informationswirtschaft und Wirtschaftsinformatik. Aber auch die Vermittlung guter Englischkenntnisse spielt eine zentrale Rolle in der Ausbildung Kaufmännischer Assistenten. Als zweite Fremdsprache kann Spanisch gewählt werden.
Nach Abschluss der Ausbildung wird eine berufliche Tätigkeit häufig in den Betrieben aufgenommen, in denen die Auszubildenden vorher ein Betriebspraktikum absolviert hatten. Das können Industriebetriebe, Banken, Versicherungen und sonstige Unternehmen sein. Häufig arbeiten Kaufmännische Assistenten nach dem Ende ihrer Ausbildung auch in der öffentlichen Verwaltung.
Alternativ ist ein weiterführendes Studium an einer Fachhochschule, einer Gesamthochschule und – unter bestimmten Voraussetzungen – auch direkt an einer Universität (z. B. in Siegen) möglich. Verschiedene kooperierende Fachhochschulen bieten Absolventen ein verkürztes Studium an. Im Anschluss an das Bachelor-Studium an einer Hochschule ist auch ein Master-Studium an einer Universität möglich.

## Kaufleute für Büromanagement
Der Unterricht wird sowohl in Teilzeitform (2 Tage in der Woche) als auch in Blockform (Unterricht über ungefähr 14 Wochen am Stück) angeboten. In der Regel wird nach 3-jähriger Ausbildung die Abschlussprüfung vor der IHK abgelegt. Es besteht die Möglichkeit, gleichzeitig mit dem Berufsschulabschluss die Fachhochschulreife zu erwerben (Doppelqualifikation).

## Fachschule für Wirtschaft
Hier können Studierende aufbauend auf ihrer kaufmännischen Ausbildung den staatlich geprüften Betriebswirt mit Schwerpunkt Wirtschaftsinformatik/Organisation und Rechnungswesen/Controlling erreichen.
Um die Studierenden auf Führungsaufgaben vorzubereiten, findet zusätzlich eine auf Personalwirtschaft profilierende Ausbildung statt.
Der Unterricht ist in den folgenden 12 Lernfeldern organisiert: Deutsch/Kommunikation, Englisch, Volkswirtschaftslehre/Politik, Wirtschafts- und Arbeitsrecht, Betriebswirtschaftslehre, Wirtschaftsinformatik, Mathematik und Statistik, Rechnungswesen, Personalwirtschaft, Absatzwirtschaft, Differenzierung (Rechnungswesen Angleichung). Neben dem Präsenzunterricht finden „Selbstlernphasen“ und Projektarbeiten statt.
Auszubildenden der Bildungsgänge Industriekaufleute und Kaufleute für Bürokommunikation ist es möglich, neben der Ausbildung ab dem zweiten Ausbildungsjahr die Fachschule für Wirtschaft zu besuchen. Sie können so innerhalb von vier Jahren zwei Abschlüsse erwerben.
Studierende, die bis zum Beginn der Ausbildung an der Fachschule für Wirtschaft noch keine Fachhochschulreife erlangt haben, können parallel einen Mathematikkurs besuchen, welcher nach dem sechsten Semester mit einer Prüfung abschließt. Sollte diese Prüfung und die Gesamtergebnisse der Fachschule erfolgreich abschlossen werden, hat der Studierende die Fachhochschulreife erlangt.
Bei Bedarf bereitet die Fachschule für Wirtschaft die Studierenden auch auf die Ausbildereignungsprüfung vor. Hier werden erforderliche Kenntnisse wie Visualisierungsmöglichkeiten, Präsentation und Gesprächsführung vermittelt, die in der Arbeitswelt von Führungskräften im mittleren Management erwartet werden.
Auch die Fachschule kooperiert mit Fachhochschulen.
Zum jetzigen Zeitpunkt bestehen Kooperationen mit Fachhochschulen in der Region Köln:
- EUFH (Europäische Fachhochschule) in Brühl
- Rheinische Fachhochschule Neuss für Internationale Wirtschaft
- AFUM (Akademie für Unternehmensmanagement) in Erkrath.

Die Studiengänge dort sind auch berufsbegleitend möglich. An der EUFH und der Hochschule Neuss können Absolventen der Fachschule für Wirtschaft in das vierte Semester des Studiengangs General Management einsteigen und erlangen nach erfolgreichem Abschluss den international anerkannten Grad Bachelor of Arts. An der Hochschule Neuss kann der Abschluss Bachelor of Science erworben werden. Die AFUM bietet staatlich anerkannten Betriebswirten mit fünf Jahren Berufserfahrung die Möglichkeit, ein Masterstudium zu beginnen.